# Filip Jánoš
Filip Jánoš, vystupující pod přezdívkami FiFqo, Fifo či Koňo  (* 30. ledna 1996 Bratislava), je slovenský youtuber, streamer, komentátor a výherce slovenské verze reality show Farma. Na svém YouTube kanálu FiFqo měl ke 4. srpnu 2025 přes 289 tisíc odběratelů.

## Život a kariéra
Narodil se v roce 1996 v Bratislavě. Po absolvování gymnázia Jura Hronca získal bakalářský titul na Ekonomické univerzitě v Bratislavě. V roce 2017 se zúčastnil soutěže Duel vysílané na veřejnoprávní stanici STVR. V roce 2021 až 2023 byl moderátorem pořadu Duel junior.
Je vysoký 205 cm, má specifický hluboký hlas. Jeho inteligenční kvocient přesahuje hodnotu 150.[chybí lepší zdroj] Typickým jsou pro něj dlouhé nabarvené vlasy, jejichž barvu často mění.
Žije v Brně. Má dvě sestry a dva bratry. Je ve vztahu s přítelkyní Kikou. Zvládl uběhnout maraton s pouze měsíční přípravou a půlmaraton v kostýmu kuřete zaběhl bez přípravy. V roce 2020 si v Petržalce pronajal billboard se sloganem "Zruším výbuchy kríperov", kde propagoval svou fiktivní politickou stranu EF DEVAŤ jako recesi a poukázání na stereotyp vzhledu billboardů politiků před volbami.

### Působení na sociálních sítích
Videa na platformu YouTube zveřejňuje již od roku 2008. Svůj hlavní kanál si založil v listopadu 2014. V roce 2017 na něm dosáhnul hranice 100 tisíc odběratelů. Na svém YouTube kanále se kromě tzv. let's play videí zaměřuje příležitostně na tzv. challenge (internetové výzvy) nebo vlogy.
Je aktivní také na platformě Twitch, kde z videoher vysílá živé přenosy. Zúčastnil se rovněž několika youtuberských akcí, např. festivalu Utubering.

### E-sport
Působil také jako komentátor e-sportových turnajů, nejčastěji v mobilní videohře Clash Royale. V roce 2018 po něm byl jeden z turnajů ve hře pojmenován.
V české videohře Polda 7 má i svou vlastní postavu, kterou i sám daboval.

### Účinkování v reality show

#### Farma
V roce 2022 se zúčastnil 14. řady slovenské verze reality show Farma vysílané na televizi Markíza. Soutěž nakonec vyhrál, když získal více než 20 tisíc ze 36 tisíc hlasů diváků. Za výhru v soutěži získal 75 tisíc eur. V průběhu reality show mu vyhrožoval jeden ze soutěžících,[ujasnit] který byl za své chování posléze diskvalifikován.

#### Survivor
V roce 2023 se zúčastnil druhé řady reality show Survivor Česko & Slovensko. V soutěži skončil poté, co jej v 18. dílu pořadu vyřadil v duelu jeden z protihráčů.